# Häfelfingen

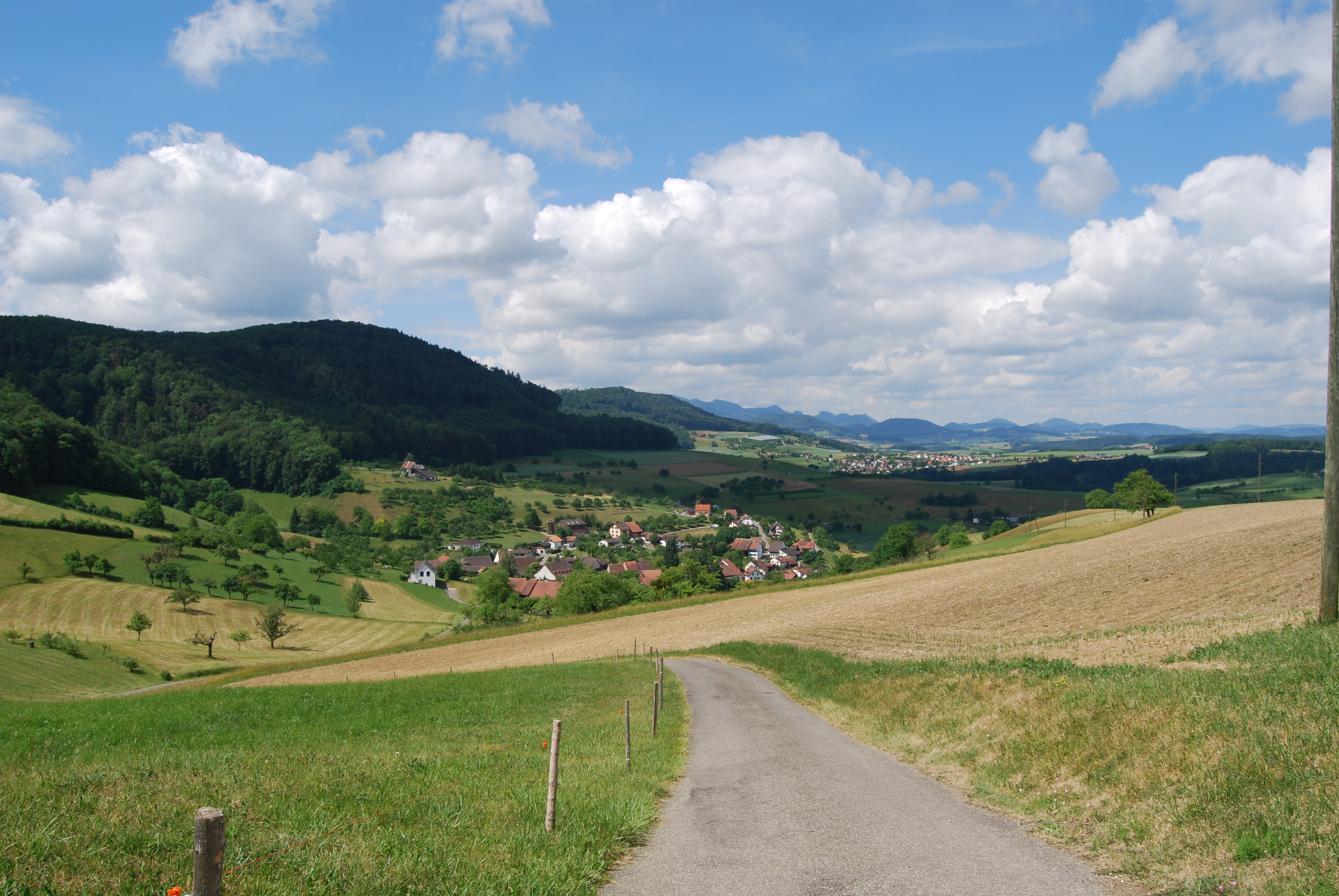
Häfelfingen

Häfelfingen is een gemeente en plaats in het Zwitserse kanton Basel-Landschaft, en maakt deel uit van het district Sissach.
Häfelfingen telt 273 inwoners.